# علي أباد داريوش خان (مشيز بردسير)
علي أباد داريوش خان (بالفارسية: علی‌آباد داریوش خان) هي قرية تقع في إيران في البلدة المركزية.